# Sean Bean
Shaun Mark Bean, més conegut com a Sean Bean, (Sheffield, 17 d'abril de 1959) és un actor de cinema i de televisió anglès. També ha posat la seva veu a vídeojocs i a publicitat.

## Biografia
Sean Bean és fill de Brian i de Rita Bean de Handsworth al districte de Sheffield, South Yorkshire. El seu pare era cap d'una empresa d'acer que va crear amb un soci i la seva mare hi treballava com a secretaria. L'empresa donà feina a 50 persones. Té una germana més jove anomenada Lorraine. Malgrat la seva facilitat financera, la família mai no ha sortit del país, ja que prefereixen continuar estant a prop dels seus, família i amics.
De petit, Sean es va estampar contra una porta de vidre, i un dels trossos de vidre va entrar a una cama, li va deixar una cicatriu i li va impedir caminar durant un temps. Així va haver de renunciar a continuar cap al futbol professional.
Deixa l'escola als setze anys i fa diferents petites feines, com ara venedor de formatges en un supermercat o soldador a compte del seu pare. Descobreix llavors l'ofici d'actor seguint cursos de teatre a la universitat. El 1981, és acceptat a la Royal Academy of Dramatic Art (RADA) i en surt diplomat el 1983 havent guanyat la medalla de plata per al seu paper a l'obra Tot esperant Godot.
Comença la seva carrera actuant al teatre, després participa en pel·lícules i a sèries de televisió. Sean Bean fa sobretot papers de seductor i de guapo, però també de dolent. Ja actor, adopta la pronunciació irlando-escocessa «Sean» del seu nom.
El 1983, comença la seva carrera professional al Watermill Theatre a Newbury, en el paper de Tybalt a Romeu i Julieta. Els seus primers papers implicaven alhora un treball en directe i de vegades a la pantalla. La seva primera aparició va ser una publicitat per cervesa sense alcohol.
Entre 1986 i 1988 va fer la volta a Anglaterra amb la "Royal Shakespeare Company" per presentar produccions com Romeo i Julieta, Somni d'una nit d'estiu. Surt a la seva primera pel·lícula el 1986 fent el paper de Ranuccio Thomasoni al film de Derek Jarman Caravaggio. Després, el trobem a War Requiem el 1988 amb Laurence Olivier.
Al final dels anys 1980 i al començament dels anys 1990, es converteix en un actor reconegut de la televisió britànica. Ha interpretat papers notables a la BBC com l'amant de Lady Chatterley a Clarissa. El seu paper al final es fa difícil per les escenes de sexe entre ell i Joely Richardson. Sigui com sigui, queda associat al personatge de Richard Sharpe. El 1990, Sean Bean compartirà el cartell amb Richard Harris en una adaptació de Jim Sheridan de la peça de John B. Keane The Field.
Els papers més famosos de Sean Bean són d'una banda el de Bóromir a El Senyor dels Anells i com amic i després adversari de James Bond al paper d'Alec Trevelyan a 007: Goldeneye.

### Anècdotes
Té una marca distintiva: una cicatriu sobre l'ull infligida per Harrison Ford, durant un accident de rodatge a Patriot Games, on interpretava un membre de l'IRA. Té també un tatuatge en homenatge al seu equip de futbol preferit, el Sheffield United al braç esquerre. Un altre dels seus tatuatges (braç dret) representa el nombre 9 en el llenguatge dels Elfs, en record de la seva participació en la trilogia del Senyor dels anells. Finalment, Sean Bean té un tercer tatuatge en el seu puny dret que representa les inicials del seu club fetitxe Sheffield United (SUFC). Va prendre aquesta decisió el dia en què el seu club habitual del Championship (Lliga 2 britànica) va aconseguir pujar finalment a la Primer League.

### Vida personal
Sean Bean s'ha divorciat quatre vegades. La primera vegada d'una perruquera, Debra James. La parella es va separar al començament dels anys 80 després que l'actor va prendre la decisió de marxar a Londres per seguir estudis de teatre.
La segona vegada, de l'actriu Melanie Hill, amb qui ha tingut dues filles. Van estar casats més de 15 anys i eren vistos en aquell temps com una de les parelles més famoses del cinema britànic. La tercera vegada, de l'actriu Abigail Cruttenden, que va conèixer al rodatge de Sharpe i que és la mare de la seva tercera filla Evie Natasha. El desembre de 2007, la premsa anglesa va anunciar el quart matrimoni del que anomena The Lord of the Wedding Rings (El Senyor dels Anells de Matrimoni, en homenatge al seu paper en la Trilogia del Senyor dels anells) amb la seva amiga, l'actriu Georgina Sutcliffe però només eren rumors dels tabloides. Sean Sean Bean es va casar de totes maneres amb ella el 19 de febrer de 2008 i se'n va divorciar l'any 2010.

## Filmografia

### Cinema
| Any  | Títol                                              | Paper                              | Notes |
| ---- | -------------------------------------------------- | ---------------------------------- | --- |
| 1984 | Winter Flight                                      | Hooker                             | |
| 1986 | Caravaggio                                         | Ranuccio                           | |
| 1988 | Dilluns tempestuós (Stormy Monday)                 | Brendan                            | |
| 1989 | How to Get Ahead in Advertising                    | Larry Frisk                        | |
| 1989 | The Fifteen Streets                                | Dominic O'Brien                    | |
| 1989 | War Requiem                                        | German Soldier                     | |
| 1990 | Windprints                                         | Anton                              | |
| 1990 | The Field                                          | Tadgh McCabe                       | |
| 1992 | Patriot Games                                      | Sean Miller                        | |
| 1994 | Shopping                                           | Venning                            | |
| 1994 | Black Beauty                                       | Farmer Grey                        | |
| 1995 | GoldenEye                                          | Alec Trevelyan / Janus             | |
| 1996 | Camí cap a la glòria (When Saturday Comes)         | Jimmy Muir                         | |
| 1997 | Anna Karenina                                      | Vronsky                            | |
| 1998 | Ronin                                              | Spence                             | |
| 1998 | Airborne                                           | Dave Toombs                        | |
| 2000 | Essex Boys                                         | Jason Locke                        | |
| 2001 | El Senyor dels Anells: La Germandat de l'Anell     | Boromir                            | Phoenix Film Critics Society Award for Best Cast Nominated—Empire Award for Best British Actor Nominated—Screen Actors Guild Award for Outstanding Performance by a Cast in a Motion Picture |
| 2001 | Don't Say a Word                                   | Patrick Koster                     | |
| 2002 | El Senyor dels Anells: Les dues torres             | Boromir                            | Online Film Critics Society Award for Best Cast Phoenix Film Critics Society Award for Best Cast Nominated—DVDX Award for Best Audio Commentary (New for DVD) (shared with others) Nominated—Screen Actors Guild Award for Outstanding Performance by a Cast in a Motion Picture Extended Edition only |
| 2002 | Equilibrium                                        | Errol Partridge                    | |
| 2002 | Tom and Thomas                                     | Paul Shepherd                      | |
| 2003 | El Senyor dels Anells: El retorn del rei           | Boromir                            | Broadcast Film Critics Association Award for Best Cast National Board of Review Award for Best Cast Screen Actors Guild Award for Outstanding Performance by a Cast in a Motion Picture Nominated—Phoenix Film Critics Society Award for Best Cast                                                     |
| 2003 | The Big Empty                                      | Cowboy                             | |
| 2004 | National Treasure                                  | Ian Howe                           | |
| 2004 | Troy                                               | Ulisses                            | |
| 2005 | North Country                                      | Kyle                               | |
| 2005 | Flightplan                                         | Captain Marcus Rich                | |
| 2005 | The Island                                         | Dr. Merrick                        | |
| 2006 | The Dark                                           | James                              | |
| 2006 | Silent Hill                                        | Chris Da Silva                     | |
| 2007 | The Hitcher                                        | John Ryder                         | |
| 2007 | Outlaw                                             | Danny Bryant                       | |
| 2007 | Far North                                          | Loki                               | |
| 2010 | Black Death                                        | Ulric                              | Trophy de Millor Actor en l'Screamfest Horror Film Festival Nominat per al premi Chainsaw Award a Millor Actor |
| 2010 | Percy Jackson & the Olympians: The Lightning Thief | Zeus                               | |
| 2010 | Ca$h                                               | Pyke Kubic Reese Kubic             | |
| 2011 | Death Race 2                                       | Markus Kane                        | |
| 2011 | Age of Heroes                                      | Jones                              | |
| 2012 | Cleanskin                                          | Ewan                               | |
| 2012 | Soldiers of Fortune                                | Dimidov                            | |
| 2012 | Blancaneu (Mirror Mirror)                          | el rei, pare de Blancaneu          | |
| 2012 | Silent Hill: Revelation 3D                         | Christopher Da Silva / Harry Mason | |
| 2014 | Wicked Blood                                       | Frank Stinson                      | |
| 2015 | The Snow Queen: Magic of the Ice Mirror            | Arrog                              | Veu |
| 2015 | Any Day                                            | Vian                               | |
| 2015 | Jupiter Ascending                                  | Stinger Apini                      | |
| 2015 | Pixels                                             | Corporal Hill                      | |
| 2015 | The Martian                                        | Mitch Henderson                    | |
| 2016 | The Young Messiah                                  | Severus                            | |

### Televisió
| Any     | Títol                                             | Paper                         | Notes |
| ------- | ------------------------------------------------- | ----------------------------- | --- |
| 1984    | The Bill                                          | Horace Clark                  | Episodi: "Long Odds" |
| 1984    | Punters                                           | Lurch                         | Pel·lícula per televisió |
| 1985    | Exploits at West Poley                            | Scarred Man                   | Pel·lícula per televisió |
| 1986    | The Practice                                      |                               | 2 episodis |
| 1988    | The Storyteller                                   | The Prince                    | Episodi: "The True Bride" |
| 1988    | Troubles                                          | Capt. Bolton                  | Pel·lícula per televisió |
| 1989    | The Jim Henson Hour                               | Prince                        | Episodi: "Musicians" |
| 1990    | Screen Two                                        | Vic                           | Episodi: "Small Vones" |
| 1990    | Lorna Doone                                       | Carver Doone                  | Pel·lícula per televisió |
| 1990    | Wedded                                            | Man                           | Pel·lícula per televisió |
| 1991    | 4 Play                                            | Smith                         | Episodi: "In the Border Country" |
| 1991    | Screen One                                        | Gabriel Lewis / Jack Morgan   | 2 episodis |
| 1991    | Clarissa                                          | Lovelace                      | 4 episodis |
| 1992    | Inspector Morse                                   | Alex Bailey                   | Episodi: "Absolute Conviction" |
| 1992    | Fool's Gold: The Story of the Brink's-Mat Robbery | Micky McAvoy                  | Pel·lícula per televisió |
| 1992    | My Kingdom for a Horse                            | Steve                         | Miniserie |
| 1993    | Sharpe's Rifles                                   | Sergent/Tinent Richard Sharpe | Pel·lícula per televisió |
| 1993    | Sharpe's Eagle                                    | Capità Richard Sharpe         | Pel·lícula per televisió |
| 1993    | Lady Chatterley                                   | Mellors                       | Miniserie |
| 1993    | A Woman's Guide to Adultery                       | Paul                          | Miniserie |
| 1994    | Jacob                                             | Esau                          | Pel·lícula per televisió |
| 1994    | Sharpe's Company                                  | Capità Richard Sharpe         | Pel·lícula per televisió |
| 1994    | Sharpe's Enemy                                    | Major Richard Sharpe          | Pel·lícula per televisió |
| 1994    | Sharpe's Honour                                   | Major Richard Sharpe          | Pel·lícula per televisió |
| 1994    | Scarlett                                          | Lord Richard Fenton           | Miniserie |
| 1995    | Sharpe's Gold                                     | Major Richard Sharpe          | Pel·lícula per televisió |
| 1995    | Sharpe's Battle                                   | Major Richard Sharpe          | Pel·lícula per televisió |
| 1995    | Sharpe's Sword                                    | Major Richard Sharpe          | Pel·lícula per televisió |
| 1996    | Decisive Weapons                                  | narrador                      | Documental |
| 1996    | Sharpe's Regiment                                 | Major Richard Sharpe          | Pel·lícula per televisió |
| 1996    | Sharpe's Siege                                    | Major Richard Sharpe          | Pel·lícula per televisió |
| 1996    | Sharpe's Mission                                  | Major Richard Sharpe          | Pel·lícula per televisió |
| 1997    | Sharpe's Revenge                                  | Major Richard Sharpe          | Pel·lícula per televisió |
| 1997    | Sharpe's Justice                                  | Major Richard Sharpe          | Pel·lícula per televisió |
| 1997    | Sharpe's Waterloo                                 | Tinent Coronel Richard Sharpe | Pel·lícula per televisió |
| 1998    | The Canterbury Tales                              | The Nun's Priest              | Veu Episodi: "Leaving London" |
| 1999    | Bravo Two Zero                                    | Andy McNab                    | Pel·lícula per televisió |
| 1999    | Extremely Dangerous                               | Niel Bryne                    | Miniserie |
| 1999    | The Vicar of Dibley                               | Himself                       | Episodi: "Spring" |
| 2003    | Henry VIII                                        | Robert Aske                   | Pel·lícula per televisió |
| 2004    | Pride                                             | Dark                          | Voice Pel·lícula per televisió |
| 2006    | Faceless                                          | Eddie Prey                    | Pilot no emès |
| 2006    | Sharpe's Challenge                                | Lt Col Richard Sharpe         | Pel·lícula per televisió |
| 2007    | Once Upon a Time in Iran                          | Narrador                      | Documental |
| 2008–10 | Crusoe                                            | James Crusoe                  | 5 episodis |
| 2008    | Sharpe's Peril                                    | Lt Col Richard Sharpe         | Pel·lícula per televisió |
| 2009    | Red Riding                                        | John Dawson                   | Miniserie |
| 2010    | The Lost Future                                   | Amal                          | Pel·lícula per televisió |
| 2011    | Game of Thrones                                   | Eddard "Ned" Stark            | 10 episodis Portal Award for Best Actor (Television) IGN Award for Best TV Hero IGN People's Choice Award for Best TV Hero Nominat—EWwy Award al millor actor Nominat—Saturn Award for Best Actor on Television Nominat—Scream Award for Best Fantasy Actor Nominat—Scream Award per millor muntatge Nominat—Screen Actors Guild Award for Outstanding Performance by an Ensemble in a Drama Series |
| 2012    | Missing                                           | Paul Winstone                 | 8 episodis |
| 2012    | Accused                                           | Simon / Tracie                | Episodi: "Tracie's Story" International Emmy Award for Best Actor Royal Television Society al millor actor Nominated—BAFTA TV Award for Best Actor |
| 2013    | Family Guy                                        | Portrait Griffen              | Veu Episodi: "No Country Club for Old Men" |
| 2014    | Robot Chicken                                     | Dr. Doom, North, Heathcliff   | Veu Episodi: "Catdog on a Stick" |
| 2014–15 | Legends                                           | Martin Odum                   | 20 episodis Nominat—People's Choice Award for Favorite Cable TV Actor Productor (2015) |
| 2015    | The Frankenstein Chronicles                       | John Marlott                  | 6 episodis Co-Producer (2015) |
| 2016    | The Untamed                                       | The Stranger                  | Veu 26 episodis |

### Videojocs
| Any  | Títol                                  | Paper                     |
| ---- | -------------------------------------- | ------------------------- |
| 1997 | GoldenEye 007                          | Alec Trevelyan (likeness) |
| 2002 | El Senyor dels Anells: Les dues torres | Boromir                   |
| 2006 | The Elder Scrolls IV: Oblivion         | Martin Septim             |
| 2012 | Lego The Lord of the Rings             | Boromir                   |
| 2013 | Papa Sangre II                         | Narrador/Guia             |
| 2015 | Kholat                                 | Narrador                  |
| 2015 | Life is Feudal                         | Narrador                  |

### Videoclips
| Any  | Artista | Títol                      | Paper      |
| ---- | ------- | -------------------------- | ---------- |
| 2002 | Moby    | "We Are All Made of Stars" | Ell mateix |